# Sân bay Begishevo
Sân bay Begishevo (tiếng Nga: Аэропорт Бегишево) (IATA: NBC, ICAO: UWKE) là một sân bay ở 19 km về hướng đông của Nizhnekamsk, Nga. Sân bay này có thể phục vụ các loại máy bay cỡ vừa như Tupolev Tu-154 và Ilyushin Il-76. Đường băng 04/22 đã bị đóng cuối năm 2005.

## Các hãng hàng không và các tuyến điểm
- Tatarstan Airlines (Anapa, Ekaterinburg, Kazan, Khudzhand, Moscow-Domodedovo, Nizhnevartovsk, Noyabrsk, St Petersburg, Sochi)[1][2]